# Prefettura di Akita
La prefettura di Akita (秋田県?, Akita-ken) è una prefettura giapponese di 965 927 abitanti (ottobre 2019), con capoluogo Akita. Si trova nella regione di Tōhoku, sull'isola di Honshū.

## Geografia fisica
Il nome deriva probabilmente da una razza di cane che avrebbe origine proprio da questa zona.
La prefettura di Akita si trova nella parte settentrionale dell'isola di Honshū, verso il Mar del Giappone, che la bagna a ovest. Akita confina a nord con la prefettura di Aomori, a est con Iwate, a sud-est con Miyagi e a sud con Yamagata.
Il suo territorio di circa 11612 km² rappresenta circa 1/32 della superficie totale del Giappone ed è essenzialmente montagnoso: a est le montagne Ou, che raggiungono i 1000 m di altezza, marcano il confine con la prefettura di Iwate. Le montagne Dewa, attraversano il centro della prefettura e sono nella lista dei Patrimoni dell'umanità. I fiumi Yoneshiro, Omono e Koyoshi formano le pianure di Noshiro, Akita e Honjo, tra le montagne Dewa ed il mar del Giappone. La costa è caratterizzata dalla penisola di Oga.
Le montagne Dewa dividono la regione in due zone climatiche: da una parte, la corrente di Tsushima rende più mite la penisola di Oge e la zona costiera, dove il clima è temperato tutto l'anno. All'interno invece, l'escursione termica è maggiore, con forti nevicate nell'area di Yokote.
È divisa in città (shi), cittadine (chō) e villaggi (mura).

### Città
- Akita (capitale)
- Daisen
- Katagami
- Kazuno
- Kitaakita
- Nikaho
- Noshiro
- Oga
- Ōdate
- Senboku
- Yokote
- Yurihonjō
- Yuzawa

### Cittadine e villaggi
Cittadine e villaggi in ogni distretto:
- Distretto di Kazuno
  - Kosaka
- Distretto di Kitaakita
  - Kamikoani
- Distretto di Minamiakita
  - Gojōme
  - Hachirōgata
  - Ikawa
  - Ōgata

- Distretto di Ogachi
  - Higashinaruse
  - Ugo
- Distretto di Senboku
  - Misato
- Distretto di Yamamoto
  - Fujisato
  - Happō
  - Mitane

## Cultura

### Musica
È il luogo di nascita di Motoi Sakuraba, compositore e tastierista conosciuto per i suoi contributi al mondo dei videogiochi.